# 미워도 정 때문에
"미워도 정 때문에"는 1971년 공개된 대한민국의 영화이다.

## 배역
- 신영균
- 문희
- 전계현
- 정애란
- 최남현
- 사미자
- 김정훈
- 김석훈
- 박기택
- 강주희
- 김수천
- 임해림
- 이혜성
- 송일근
- 김경란